# Mollinedia fruticulosa
Mollinedia fruticulosa är en tvåhjärtbladig växtart som beskrevs av Janet Russell Perkins. Mollinedia fruticulosa ingår i släktet Mollinedia och familjen Monimiaceae. Inga underarter finns listade i Catalogue of Life.